# Lichtenklingen

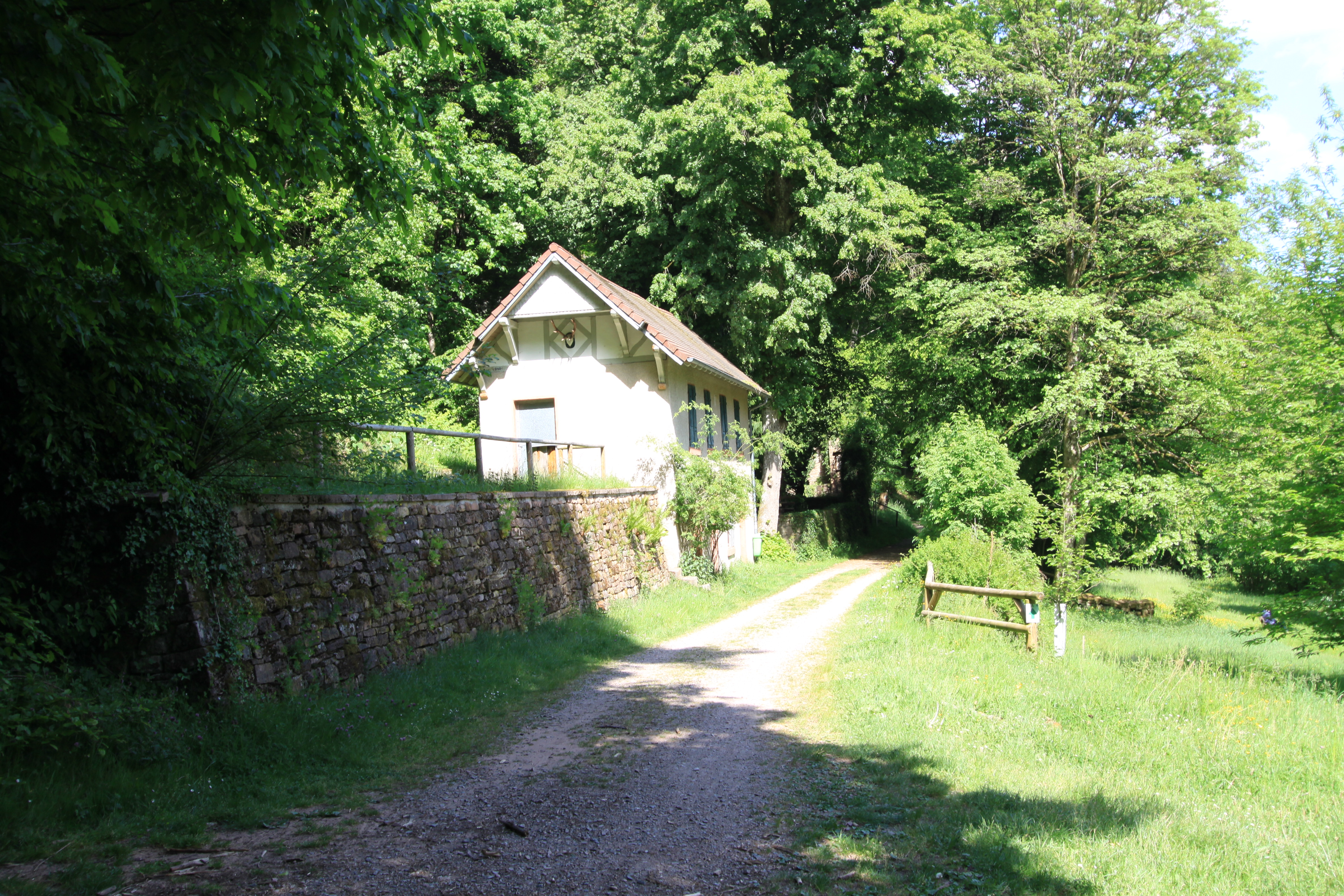
Forsthaus Lichtenklingen

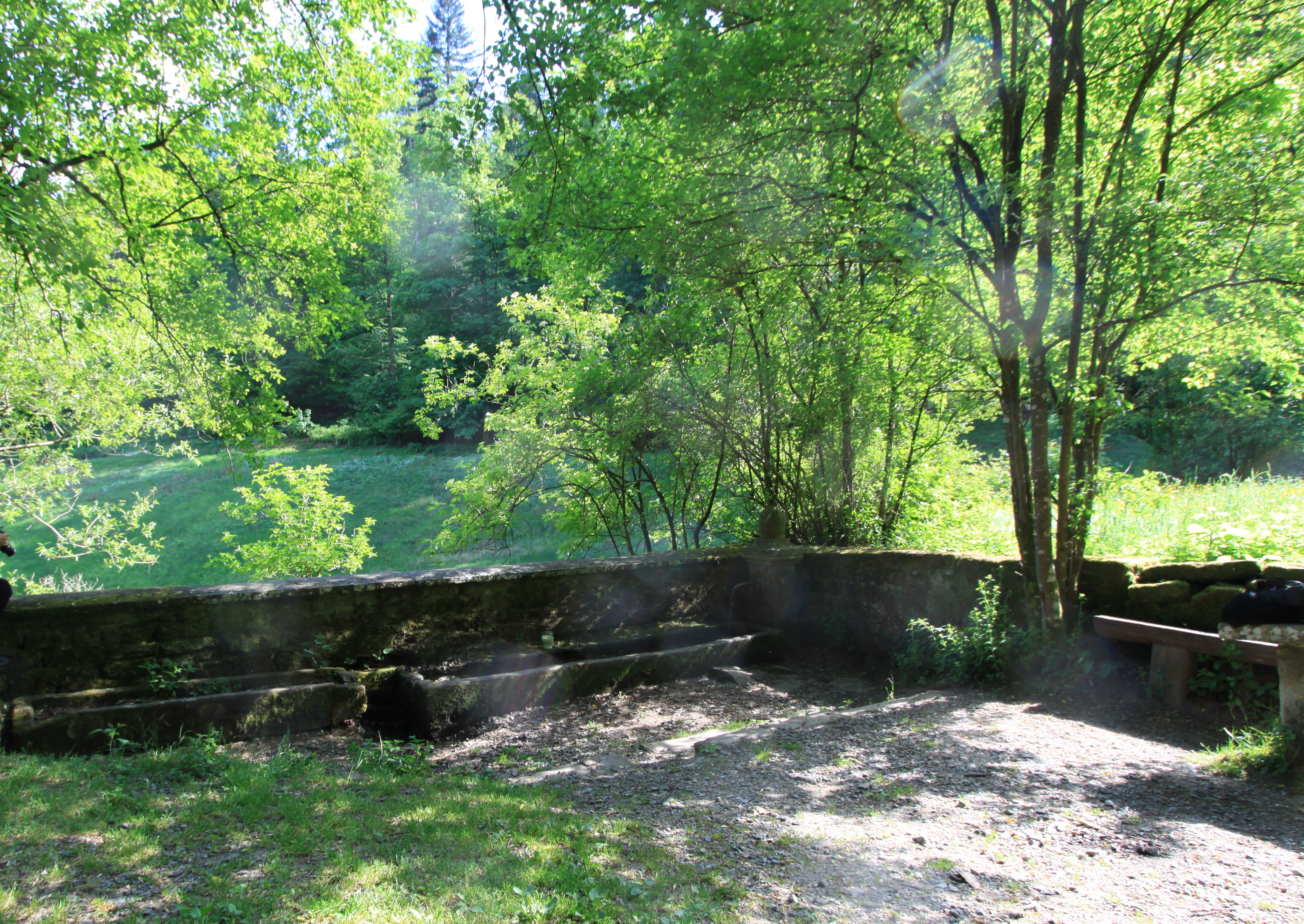
Der Zwillingsbrunnen

Lichtenklingen ist eine Wüstung im Südteil der Gemarkung Wald-Michelbach im Westen des Eiterbachtals, gelegen im südlichen hessischen Odenwald. Mit dem Ort verbunden war ein Bauernhof, der Lichtenklinger Hof, der in der Nähe von Siedelsbrunn, unmittelbar östlich der ehemaligen Kirche St. Maria in Lichtenklingen, am nördlichen Hang des Tales Lichtenklinge gestanden hatte. Urkundlich erstmals erwähnt wurde er 1387. Nachdem er im Zuge des Dreißigjährigen Krieges durch Truppen Tillys zerstört worden war, wurde er später wieder errichtet und privatisiert. Sein endgültiges Ende kam, als die Bauernfamilie nach Unter-Abtsteinach zog. Die verfallenen Gebäude wurden 1838 abgerissen. Die Ruine der Kirche und die Überreste des Hofes stehen unter Denkmalschutz.
Ein unmittelbar nordwestlich stehendes Forsthaus wurde um 1840 errichtet und bis 1901 von einem Förster bewohnt. Am Rande des Tales, westlich der Ruinen, wurde Anfang des 19. Jahrhunderts ein Laufbrunnen aus Buntsandstein gebaut. Dieser Zwillingsbrunnen, auf dem auch heidnische Symbole sowie ein Pinienzapfen zu sehen sind, sammelt Wasser aus dem Untergrund und leitet es weiter in den Klingenbach.